# Kloster Chalais

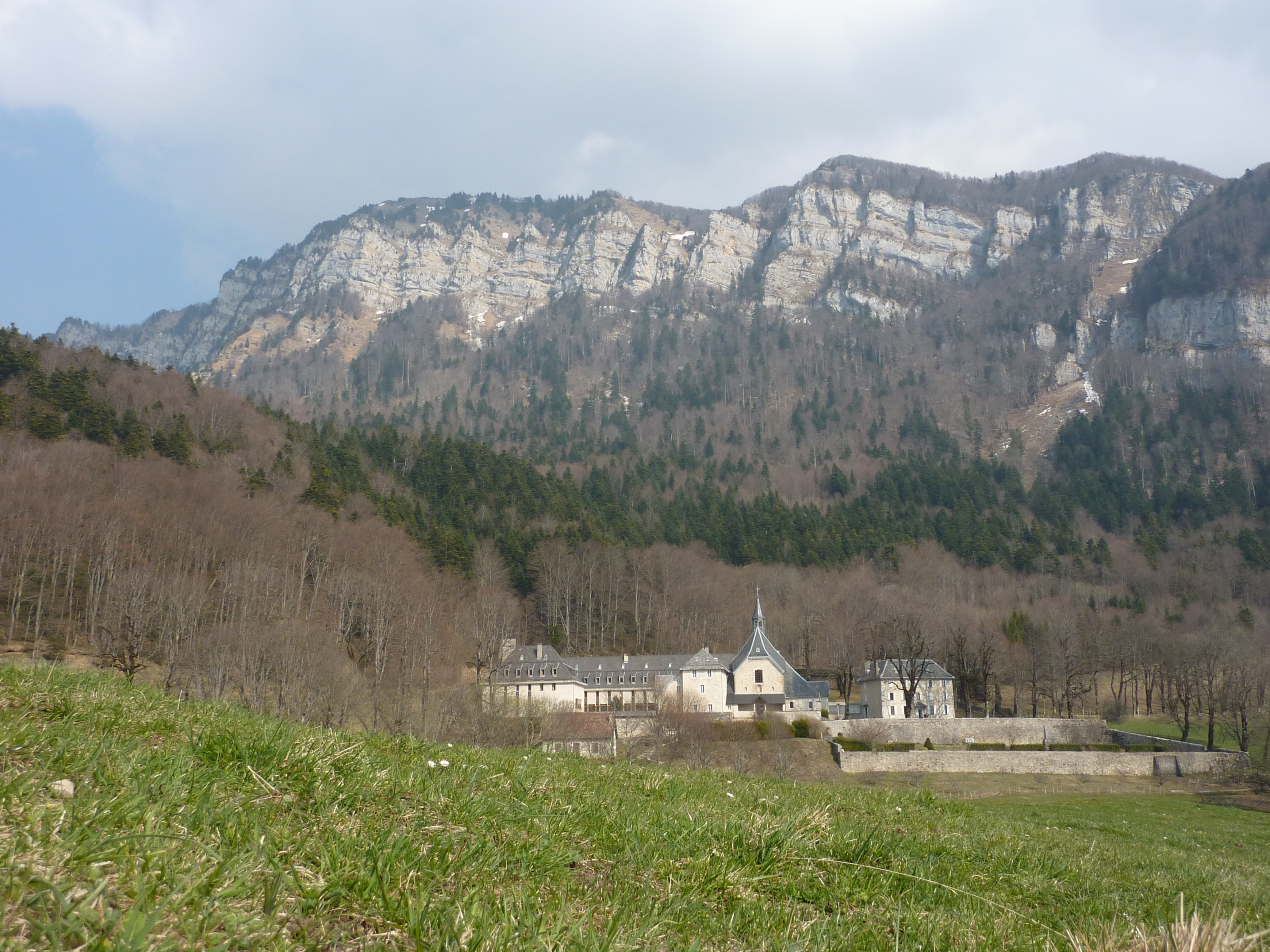
Kloster Chalais

Das Kloster Chalais in Voreppe (Bistum Grenoble) war von 1101 bis 1304 das Gründungskloster der Chalaisianer, wurde dann selbständiges Kartäuser-Kloster, wurde 1582 der Grande Chartreuse angeschlossen und fiel 1791 der Französischen Revolution zum Opfer. Von 1844 bis 1881 war es Dominikanerkloster. Seit 1963 ist es Dominikanerinnenkloster. Das Kloster ist seit 1974 als Monument historique klassifiziert.

## Geschichte

### Chalaisianer und Kartäuser
1101 gründete Hugo von Grenoble östlich Voreppe das Benediktinerkloster Chalais, das 1124 zur Abtei erhoben wurde und 1135 in Laverq (heute: Méolans-Revel) ein Priorat eröffnete. 1142 übernahmen Mönche von Chalais das südlich Crots gelegene Kloster Boscodon. 1148 gab man sich eine der zisterziensischen Carta Caritatis vergleichbare Ordnung. Damit war die Ordenskongregation von Chalais ins Leben gerufen.  Mit der Zeit gingen alle Chalaisianerklöster in die Hände anderer Orden über: Chalais wurde 1304 Kartäuser-Kloster, womit Boscodon die Rolle des Mutterklosters der Chalaisianer übernahm. Als Kartause überlebte Chalais (zuerst selbständig, ab 1582 als Filiale der Grande Chartreuse) bis 1791.

### Dominikaner und Dominikanerinnen
1844 machte Henri Lacordaire den Ort zum ersten Studienkloster der Dominikaner, das 1859 nach Saint-Maximin-la-Sainte-Baume wechselte. Bis 1881 diente Chalais als Altersheim der Dominikaner, dann wurde es verkauft. 1963 gaben die Dominikanerinnen von Oullins (bei Lyon) ihr seit 1868 bestehendes Kloster auf und wechselten nach Chalais. 1966 folgten ihnen die Dominikanerinnen von Chinon. Sie brachten ihre Tradition des Plätzchenbackens mit, wovon sich die Gemeinschaft (ca. 12 Schwestern) noch heute unterhält.

### Gebäude
Die aus dem 12. Jahrhundert stammende Kirche, die den frühen zisterziensischen Kirchen ähnelt, steht seit 1992 unter Denkmalschutz.